# Reazione di Horner-Wadsworth-Emmons
La reazione di Horner-Wadsworth-Emmons (o reazione HWE) è la trasformazione chimica tra un carbanione stabilizzato tramite un fosfonato e un'aldeide (o un chetone) per produrre principalmente alcheni trans.
Questa reazione fu scoperta nel 1958 da Leopold Horner come variante della reazione di Wittig. William Wadsworth e William Emmons contribuirono al suo sviluppo.
In contrasto con gli ilidi utilizzati nella reazione di Wittig, i carbanioni fosfonati presentano molti vantaggi: sono più nucleofili e vengono alchilati con facilità, possono essere rimossi con poca difficoltà tramite un'estrazione e forniscono inoltre un'elevata stereoselettività.

## Meccanismo di reazione
La deprotonazione dell'intermedio (il fosfonato) forma il carbanione 1. Questo va incontro ad un'addizione nucleofila con l'aldeide 2 formando 3a o 3b nello stadio cineticamente limitante. Se R2 = H, allora gli intermedi 3a/3b e 4a/4b possono interconvertirsi facilmente. L'eliminazione finale può dare l'alchene trans 5 o cis 6.
Essendo l'alchene trans termodinamicamente più stabile, la sua formazione è favorita se vi è una forte equilibrazione tra i due prodotti di addizione.
La variante di Still-Gennari consente di produrre alcheni cis utilizzando dei gruppi elettron-attrattori sul fosfonato.